# Erlen-Rindeneule

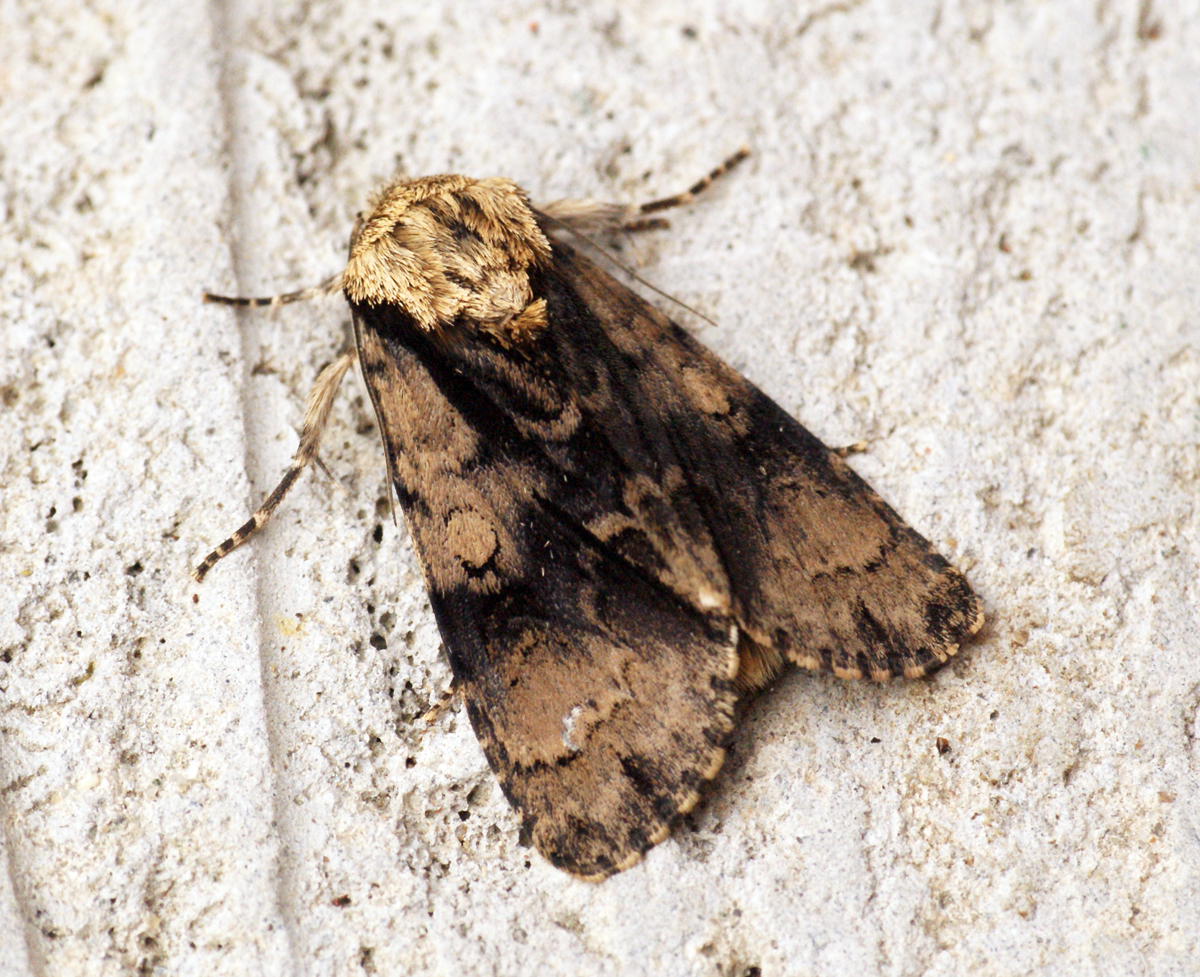
Erlen-Rindeneule an einer Wand

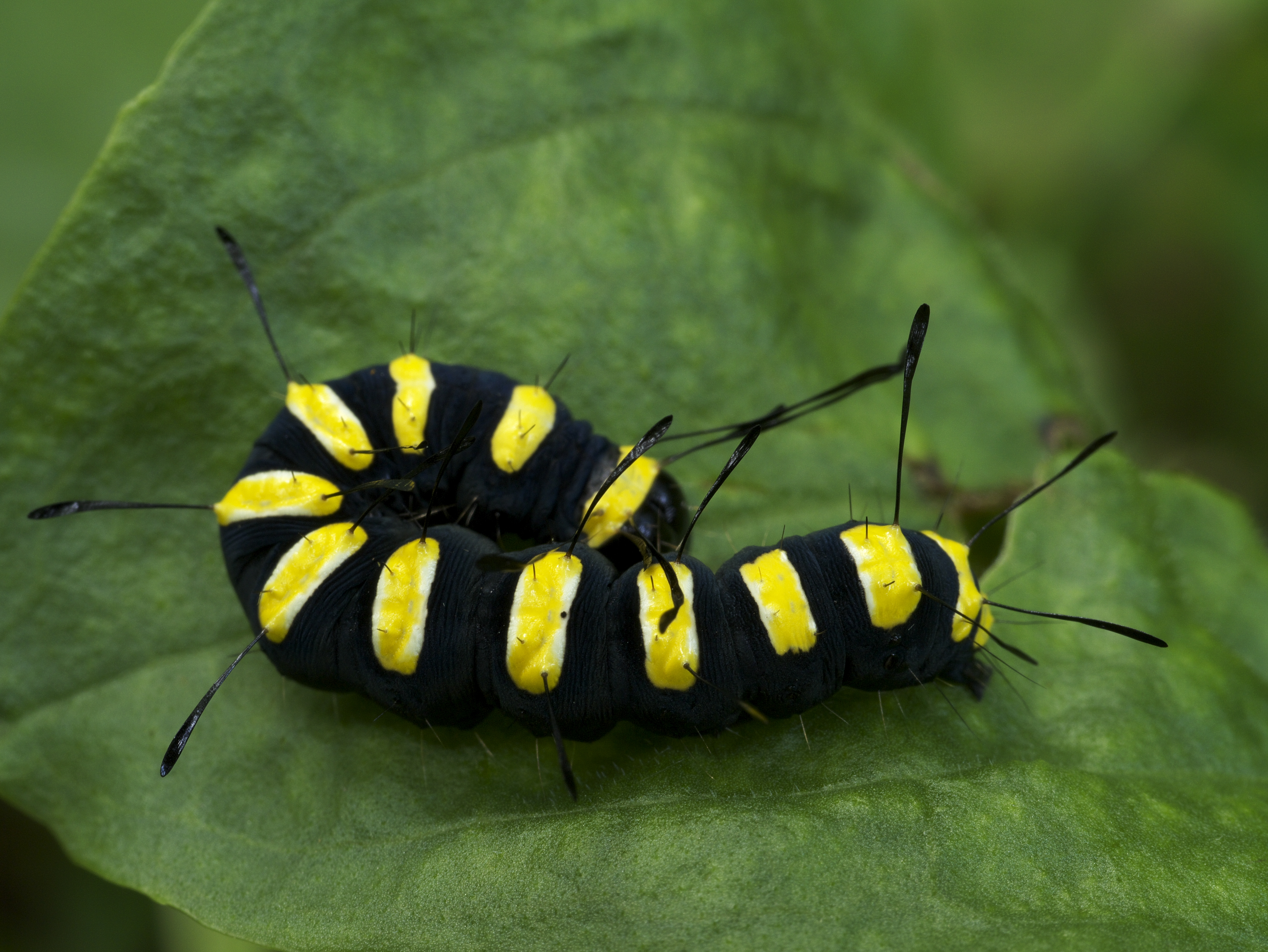
Erwachsene Raupe der Erlen-Rindeneule (Acronicta alni)

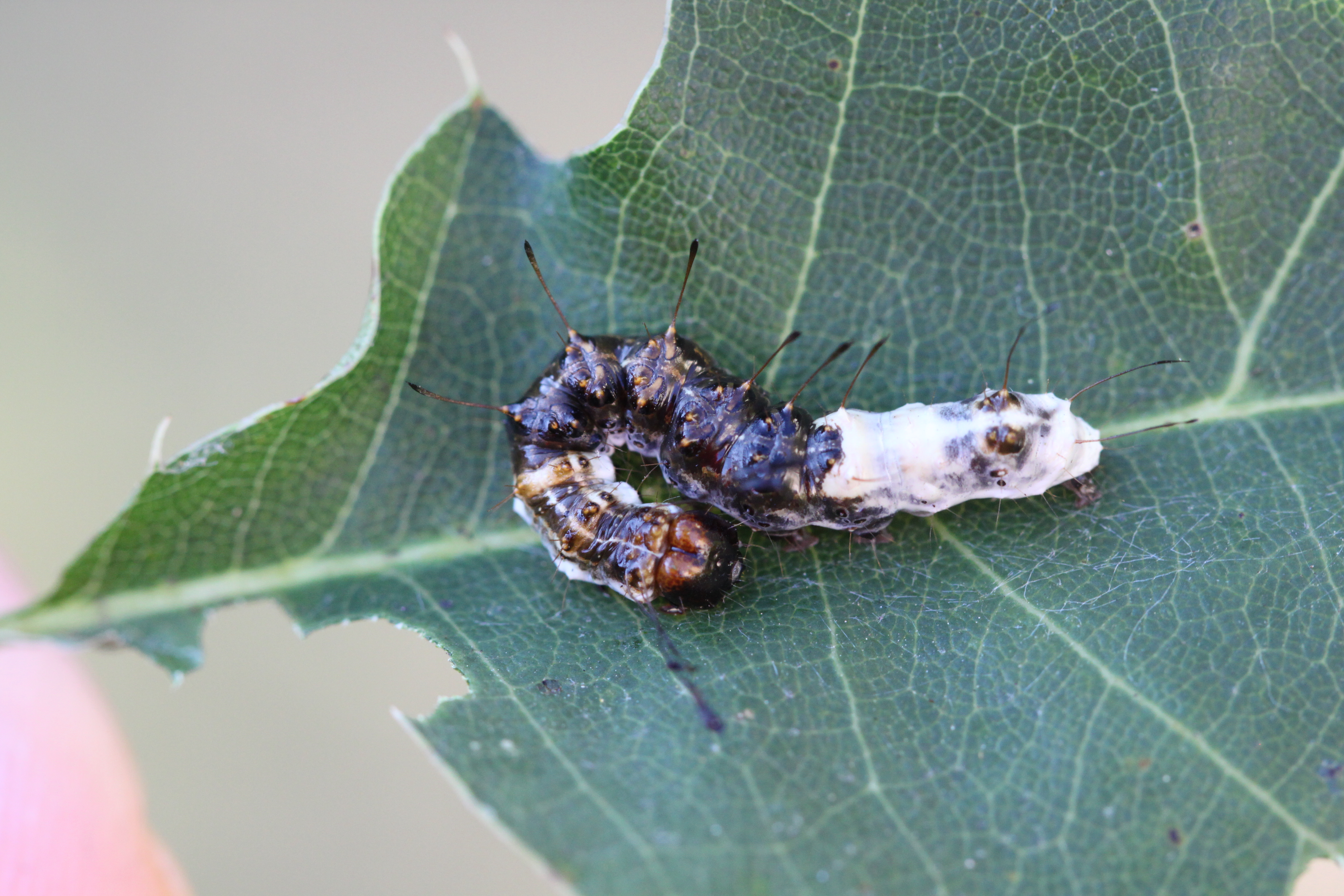
Junge Raupe der Erlen-Rindeneule in Tarnstellung

Die Erlen-Rindeneule (Acronicta alni), auch Erleneule genannt, ist ein Schmetterling (Nachtfalter) aus der Familie der Eulenfalter (Noctuidae).

## Merkmale
Die Falter erreichen eine Flügelspannweite von 36 bis 46 Millimetern. Kopf und Thorax sind grau gefärbt. Der ventrale Teil der Tegulae ist schwarz, das Abdomen grau. Die Grundfarbe variiert von hellgrau bis hellbraun oder braungrau. Ein schwarzes Feld zieht sich längs des Innenrandes und auf Höhe des Mittelschatten auch bis zum Vorderrand. Es existieren auch Formen mit fast ganz verdunkelten Vorderflügeln (f. suffusa Tutt.). Häufig ist ein brauner Fleck distal zum Nierenfeld vorhanden. Wurzelstrich und Tornalstrich sind ebenfalls ausgebildet und relativ lang. Im Subterminalfeld distal zum Nierenfeld ist häufig ein keilförmiger Fleck vorhanden. Innere und äußere Querlinie sind doppelt gezeichnet, aber teilweise durch das schwarze Feld überdeckt. Während die Nierenmakel praktisch nicht ausgebildet ist, ist die Ringmakel rund und schwach schwarz umrandet. Die Hinterflügel sind weißlich, am Außenrand und am Apex schwarz überstäubt. Die Unterseite der Vorderflügel ist dunkelgrau, die Unterseite der Hinterflügel weiß mit einem schwachen Mittelschatten und einem Diskalfleck.
Das Ei ist abgeflacht-kegelförmig mit einem randlichen Wulst an der Basis. Die Oberfläche ist mit schwachen, gezackten Längsrippen versehen. Es ist zunächst gelblich gefärbt mit großen weißen Flecken und weißer Basis. Es färbt sich später rot.
Die Raupe ist in der Jugendform im vorderen Bereich schwarz und am Ende weißlich und sieht aus wie Vogelkot. Diese Vogelkotmimese ist ein sehr effektiver Schutz vor Fressfeinden. Die erwachsene Raupe wird bis 35 mm lang und ist unverwechselbar. Sie ist in der Grundfarbe schwarz mit grellgelben Querbinden, sowie einzelnen, langen und keulenförmig verdickten Borsten. Solche locker stehenden Keulenhaare sind ein seltenes Sondermerkmal, wie es sonst vielleicht nur von den Raupen der madagassischen Chrysiridia rhipheus (Familie Uraniidae) her bekannt ist. Bei der Erlen-Rindeneule ist der seltene Fall gegeben, dass ein Schmetterling in seinen ersten Raupenstadien eine Tarnfärbung in Form einer Vogelkotmimese aufweist, im letzten Stadium dagegen eine auffällige schwarz-gelbe Warnfärbung (Aposematismus). Da die ausgewachsene Raupe in dieser Lebensphase auf der Suche nach einem geeigneten Verpuppungsort ist, profitiert sie bei gesteigerter Bewegungsaktivität von einer Warnfärbung wohl mehr als von einer Tarnfärbung. Bei Verfütterungsversuchen konnte kein Unterschied zwischen frühen und späten Larvalstadien bezüglich deren Unschmackhaftigkeit für die untersuchte Vogelart (Parus major) nachgewiesen werden.
Die relativ schlanke Puppe ist rotbraun gefärbt und glänzend. Der stielförmige Kremaster ist mit Borsten besetzt.

## Geographische Verbreitung und Lebensraum
Die Erlen-Rindeneule ist von der Iberischen Halbinsel, Westfrankreich und den Britischen Inseln im Westen über Mitteleuropa bis in den Fernen Osten (Russischer Ferner Osten, Nordchina, Japan, Korea) verbreitet. Im Norden reicht das Verbreitungsgebiet bis in den Süden Schottlands, Südskandinavien, Südfinnland und quer durch Karelien und Russland bis zum Ural. Im Süden ist die Art auf die nördliche Hälfte der Iberischen Halbinsel, die Apenninhalbinsel (bis nördlich von Kalabrien), die Balkanhalbinsel bis Südbulgarien, Kleinasien, das Kaukasusgebiet und Südsibirien begrenzt.
Die Art kommt nur vereinzelt in feuchten und mäßig trockenen Misch- und Laubwäldern und deren Rändern, in feuchten Flusstälern, Moor- und Bruchwäldern vor. Aber auch in offeneren Landschaften wie Streuobstwiesen, Hecken und Gebüschen sowie in Gärten und Parklandschaften ist die Art anzutreffen.

## Lebensweise
Die Erlen-Rindeneule bildet eine Generation pro Jahr, deren Falter von Mai bis Juni, im Gebirge auch bis Juli fliegen. Vermutlich gehören die einzelnen Falter, die im August bis in den September hinein fliegen, einer unvollständigen zweiten Generation an. Die Falter sind nachtaktiv und kommen an den Köder sowie an künstliche Lichtquellen. Die Raupen sind von Juni bis September anzutreffen. Sie sind polyphag und ernähren sich von den Blättern  von Birken (Betula), Erlen (Alnus), Eichen (Quercus), Pappeln (Populus), Hainbuchen (Carpinus), Hasel (Corylus), Ulmen (Ulmus), Mehlbeeren (Sorbus), Prunus, Äpfeln (Malus), Birnen (Pyrus), Weißdornen (Crataegus), Rosen (Rosa) und Ahornen (Acer). Jungraupen krümmen in Ruhehaltung ihren Vorderkörper soweit ein, dass der Kopf neben dem 8. Segment liegt, das noch bräunlich gefärbt ist. Sie ähneln in dieser Haltung Vogelkot. Die Raupen verpuppen sich in Bodennähe, oftmals eingebohrt in morschem Holz und überwintern dann als Puppe. Spätestens ab Ende April des Folgejahres beginnen die ersten adulten Falter aus ihren Winterquartieren zu schlüpfen.

## Systematik
Die Art ist in der älteren Literatur noch häufig in der Kombination Apatele alni zu finden. Sie wird von Fibiger et al. (2009) zur Untergattung Jocheaera Hübner, 1820 gestellt.

## Gefährdung
Die Erlen-Rindeneule gilt in den Bundesländern Brandenburg, Hamburg, Mecklenburg-Vorpommern und Niedersachsen als gefährdet.